# Club Sportivo Limpeño
Der Club Sportivo Limpeño ist ein paraguayischer Fußballverein aus der Stadt Limpio im Departamento Central. Gegründet wurde der Verein 1914.
Die Männermannschaft gewann die Meisterschaft in der vierten Liga (Primera División C) Paraguays im Jahr 2013. Seither spielt der Club in der dritten Liga (Primera División B).
Die Frauenmannschaft gewann 2015 und 2016 die nationale Meisterschaft. Durch den 2:1-Finalsieg gegen den Estudiantes de Guárico FC aus Venezuela am 20. Dezember 2016 sicherten sich die Frauen auch den Titel der Copa Libertadores Femenina.

## Erfolge
Männer:
- Viertligameister von Paraguay: 2013

Frauen:
- CONMEBOL Copa Libertadores Femenina: 2016
- Meister von Paraguay: 2015, 2016